# Живко Миренски
Живко Николов Миренски е бивш български футболист и настоящ треньор. Един от легендарните футболисти на Берое. Понастоящем е помощник-треньор в Локомотив (Стара Загора).

## В Берое

### По години
- 1986/87,	А футболна група, 2 срещи
- 1989/90, А футболна група,	25 срещи, 2 гола;

```
КСА
, 4 срещи, 1 гол;

Купа на България
, 4 срещи, 1 гол;
```

- 1990/91 А футболна група, 22 срещи, 1 гол;

```
КБФС
, 2 срещи

Купа на България
, 5 срещи;
```

- 1991/92, А футболна група, 8 срещи, 1 гол;
- 1995/96, Б РФГ, 16 срещи, 4 гола;
- 1996/97, В Група, 10 срещи, 4 гола;

Общо има 98 мача и 14 гола.

### Дебют в Берое
Дебютът му е на 15 февруари 1987 в срещата Славия – Берое 5:1 като сменя Недялко Недев в 84 минута.
Първият му гол е 28 февруари 1990 в срещата Берое – Славия 3:2 в мач за КСА – гол в 45 минута.
Първият гол в А футболна група 24 март 1990 година в срещата Берое – Славия 3:0, гол в 27 минута.